# 新二瀨站

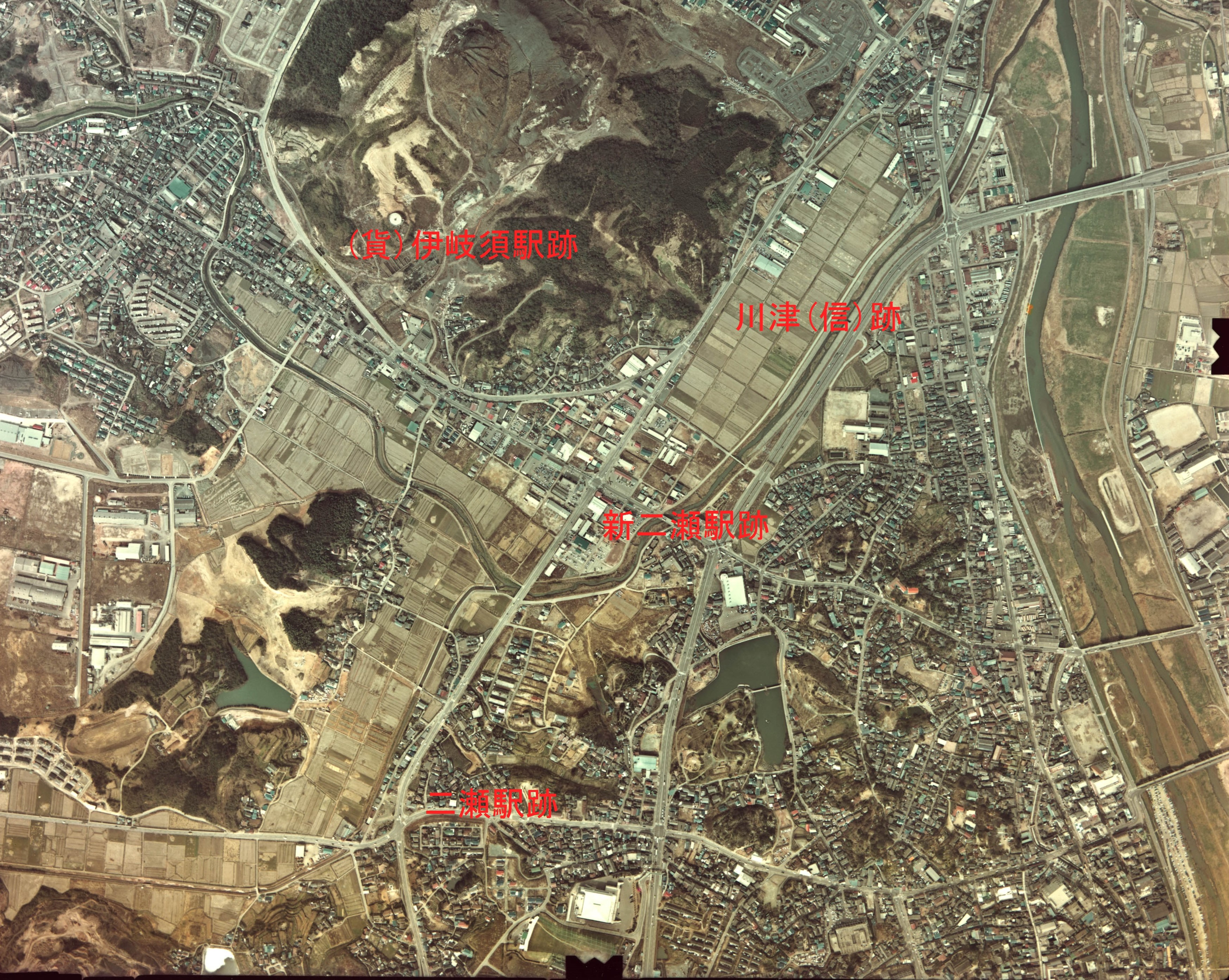
1974年二瀨站至川津信號場之間的廢線遺址。在圖中的文字左邊是新二瀨站遺址。拍攝時間是廢線後五年，路軌遺址全部已經變為道路。

新二瀨站（日语：／ Shin-Futase eki */?）是位於福岡縣飯塚市大字川津，日本國有鐵道（國鐵）幸袋線的鐵路車站（廢站）。

## 歷史
- 1959年（昭和34年）12月1日：幸袋線幸袋至二瀨之間開設此站[1]。
- 1969年（昭和44年）12月8日：幸袋線小竹至二瀨之間結束運輸業務，此站被廢除[2]。

## 車站周邊
在車站北邊設有國道201號相交處。車站遺址建設了農協相關設施。
- 福岡嘉穗農協（JA福岡嘉穂）
  - 飯塚支所
  - 嘉穗貸款中心
  - 飯塚加油站
- 西鐵巴士筑豐（日语：西鉄バス筑豊） 飯塚農協巴士站

## 相鄰車站
日本國有鐵道（國鐵）
幸袋線
幸袋－（川津信號場）－新二瀨－二瀨

## 注腳
1. ↑  1959年（昭和34年）11月27日日本國有鐵道公示第438號
2. ↑  1969年（昭和44年）12月6日日本国有鉄道公示第376号

## 相關項目
- 日本鐵路車站列表 Shi